# Motor Toon Grand Prix
Motor Toon Grand Prix (モータートゥーン・グランプリ?) är ett racingspel utvecklat av Sony Computer Entertainment och släppt till Playstation i Japan den 16 december 1994. Spelet skall inte förväxlas med Motor Toon Grand Prix 2, som släpptes i Nordamerika under titeln Motor Toon Grand Prix då etta inte släpptes officiellt där.

### Fotnoter
1. 1 2  Sony staff. ”モータートゥーン・グランプリ” (på Japanese). モータートゥーン・グランプリ. Sony Computer Entertainment. http://www.jp.playstation.com/software/title/scps10001.html. Läst 26 maj 2014. Arkiverad 23 januari 2014 hämtat från the Wayback Machine.
2. ↑  Sterbakov, Hugh (16 december 1996). ”Motor Toon Grand Prix”. GameSpot. CBS Interactive. http://www.gamespot.com/motor-toon-grand-prix/reviews/motor-toon-grand-prix-review-2548471/. Läst 26 maj 2014.